# Леон Коньє
Леон Коньє (фр. Léon Cogniet; 29 серпня 1794, Париж — 20 листопада 1880, Париж) — французький художник, представник неокласицизму і романтизму.

## Життєпис
У 1812 р. Леон вступив у паризьку Школу витончених мистецтв (клас художника П'єра Нарссіса Герена). За участь у виставках у Паризькому салоні отримав грошову стипендію, яка дозволила поїхати в Італію і прожити п'ять років у Римі. У 1822 році Коньє повернувся у Францію. У 1824 він виставив свої картини «Марії на руїнах Карфагена» і «Побиття немовлят». Коньє мав численних учнів.
У 1855 році він останній раз виставився у Паризькому салоні з картиною «Віконтеса де Ноай». Згодом відійшов від художньої творчості, перестав працювати майже за сорок років до смерті. У 1863 році художник завершив викладання у Школі витончених мистецтв. Помер в похилому віці.

## Творчість
Французький історичний живописець у своїх творах поєднував благородство композиції і глибину почуттів зі стильністю форм і силою теплого колориту. У 1814 році представив одну зі своїх робіт на виставці у Французькій академії. У 1815 році Коньє за полотно «Повернення Брісеіда Ахілла» отримав Римську премію 2-го ступеня, а в 1817 — за роботу «Звільнення Олени Кастором і Поллуксом» — Римську премію 1-го ступеня. У 1822 році Коньє повернувся у Францію. У 1824 він виставив свої картини «Марія на руїнах Карфагена» і «Побиття немовлят». У 1831 році художник завершив картину  «Викрадення Ревеки тамплієрами» (за романом Вальтера Скотта «Айвенго»). У 1843 році мистецькою сенсацією стало полотно — «Тінторетто, який малює свою мертву дочку».

## Галерея

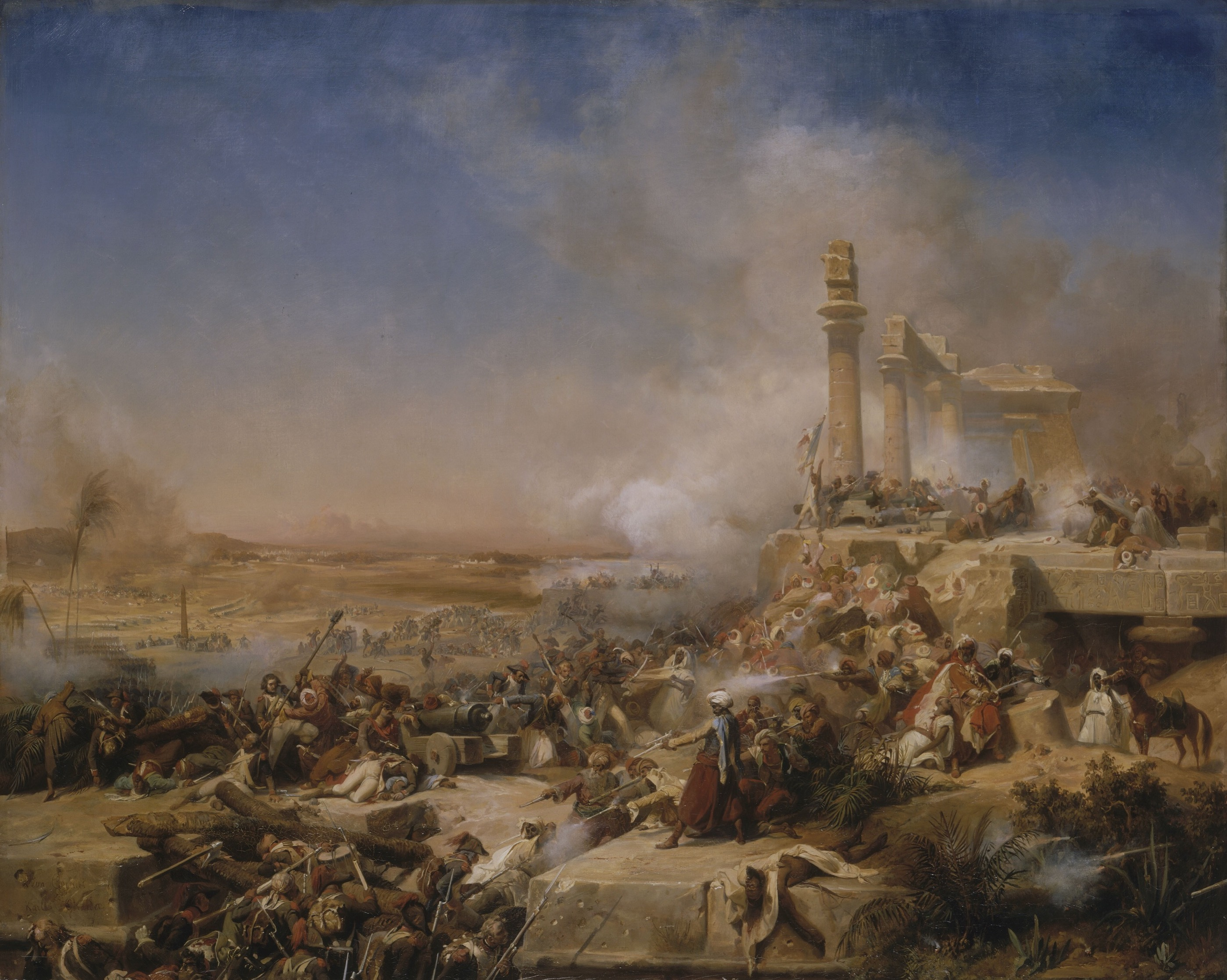
Битва під Геліополісом. (1800)
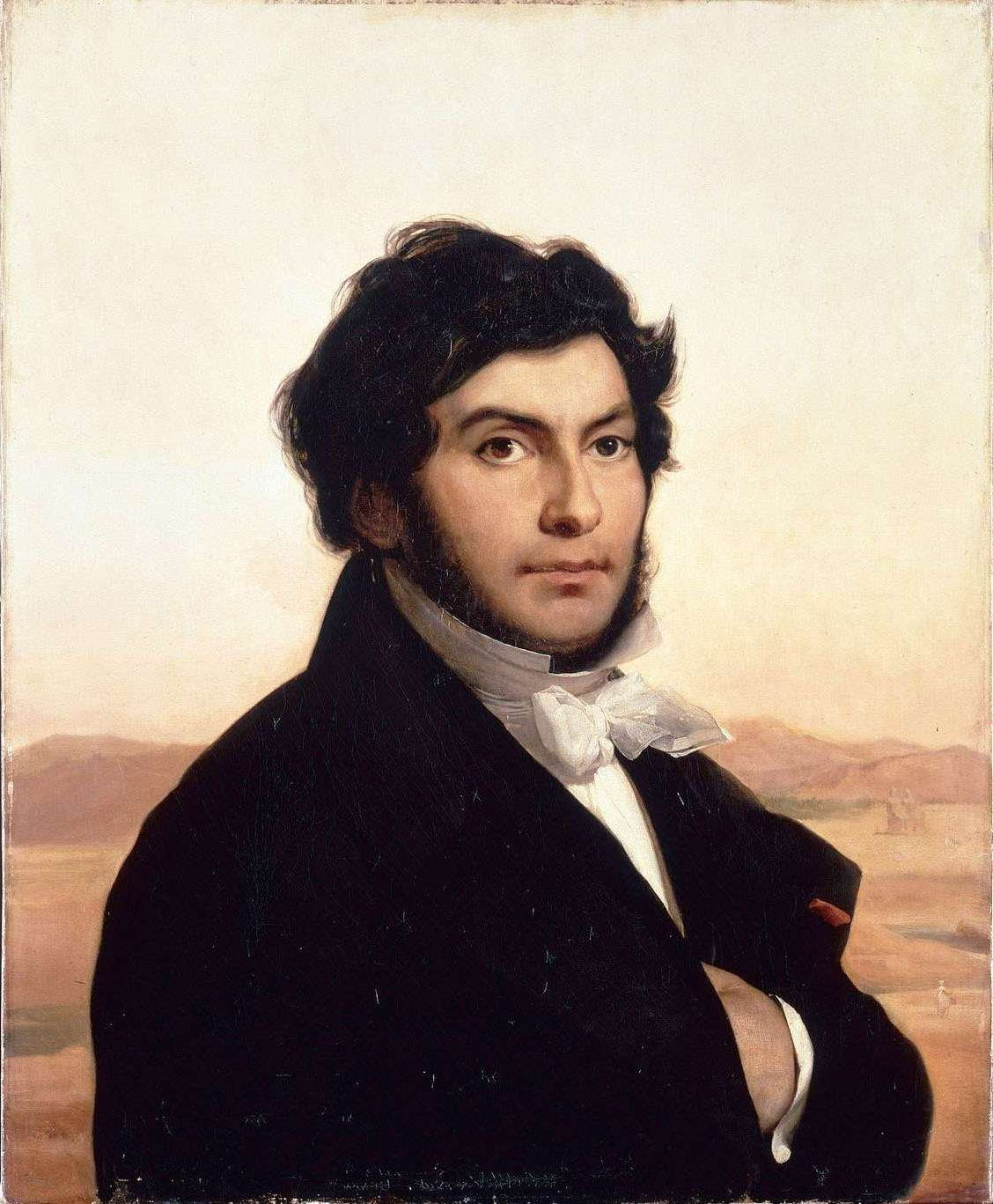
Портрет єгиптолога Жана-Франсуа Шампольона
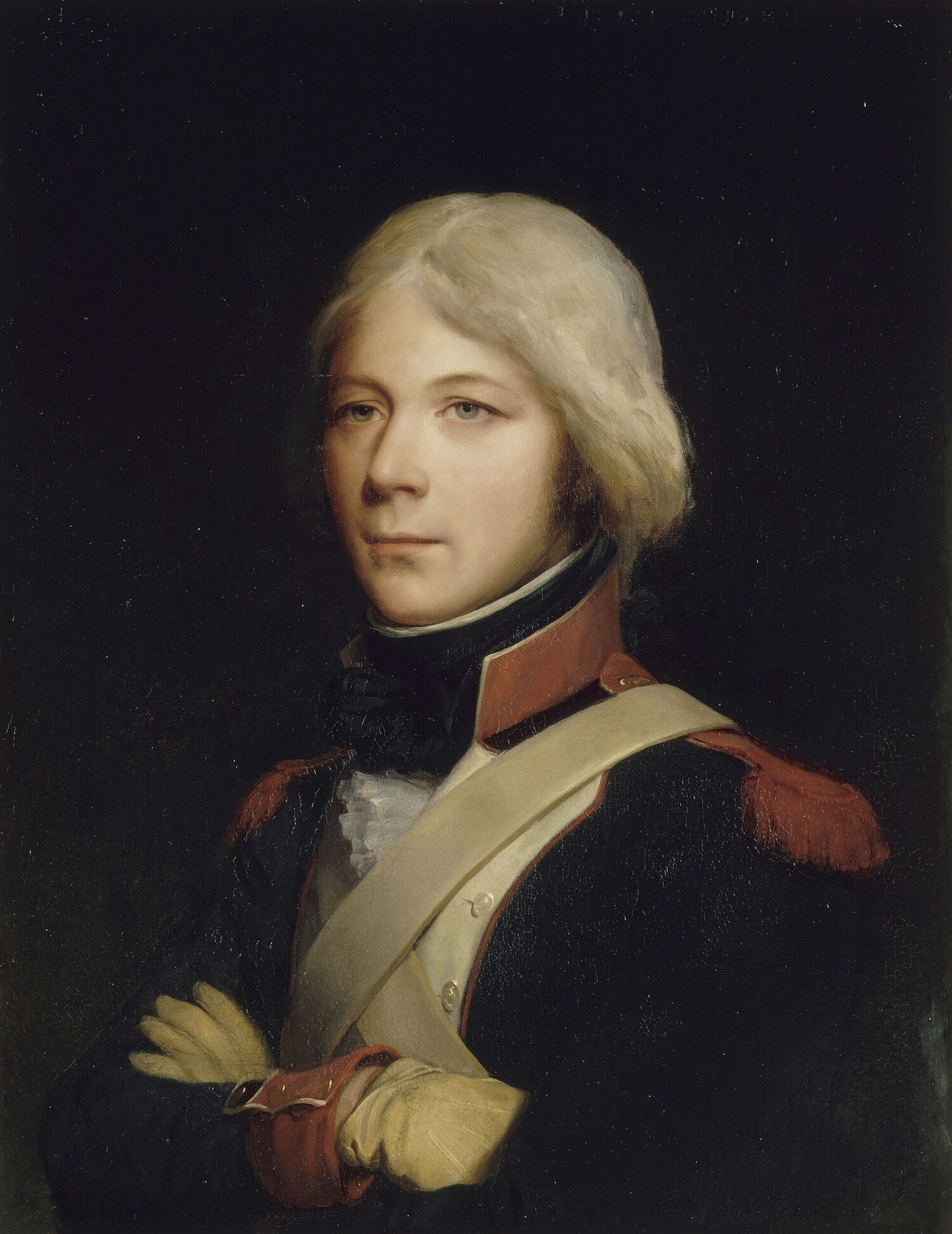
Портрет генерала  Мезона в молодості
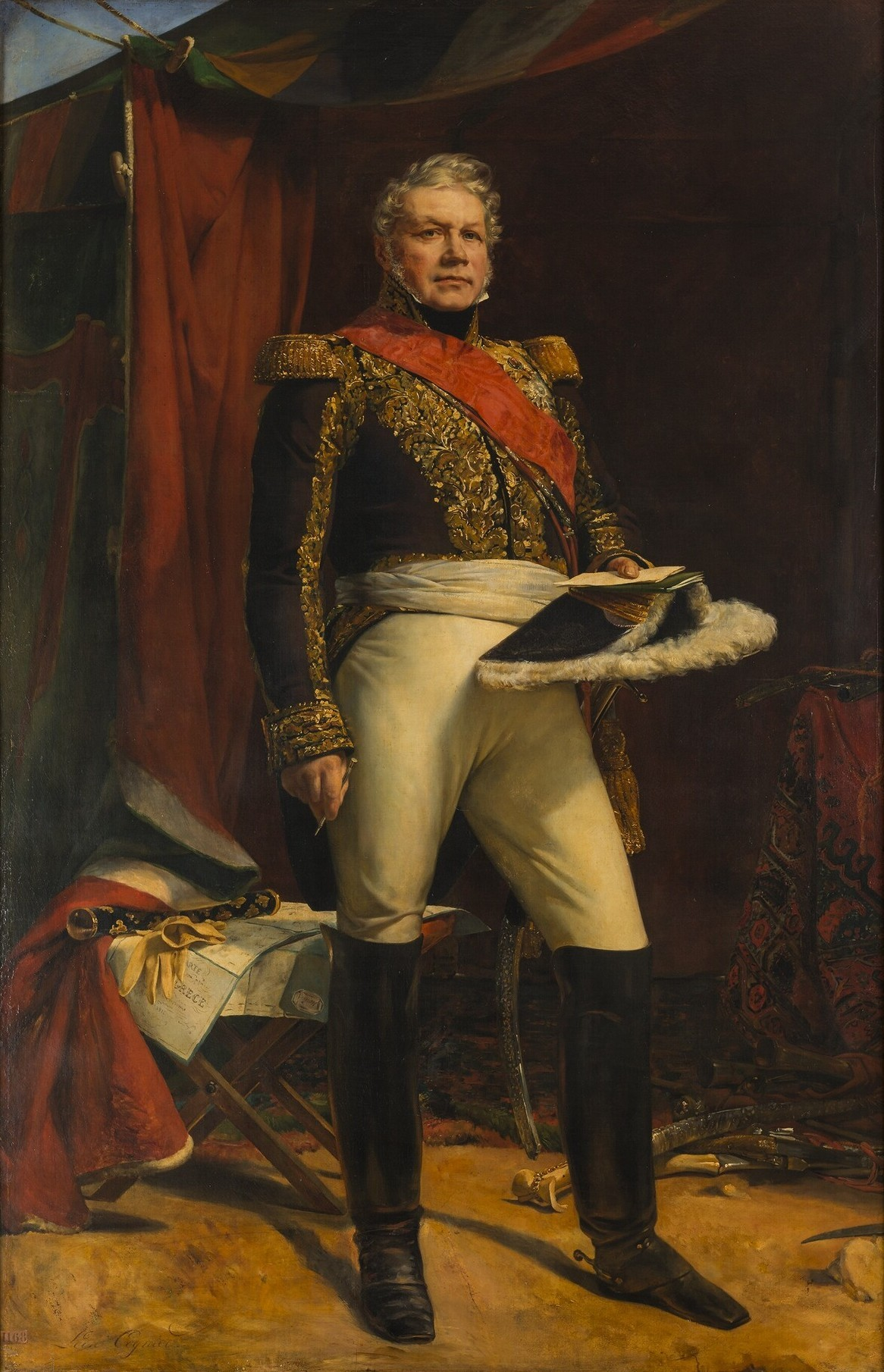
Портрет Мезона - маршала Франції
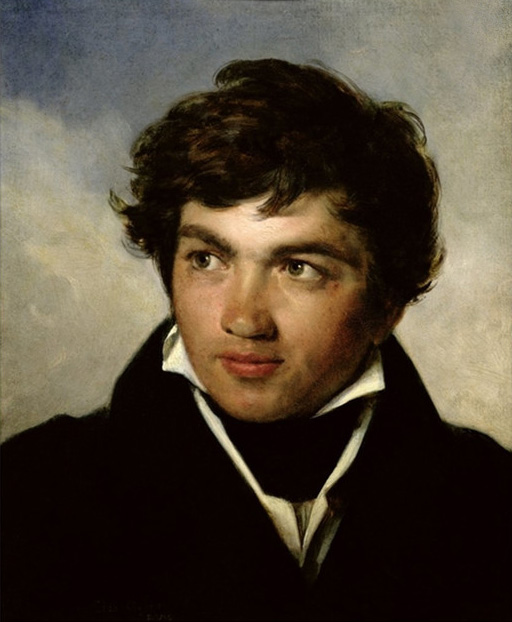
Портрет художника  Ашиля Етни Мішальона
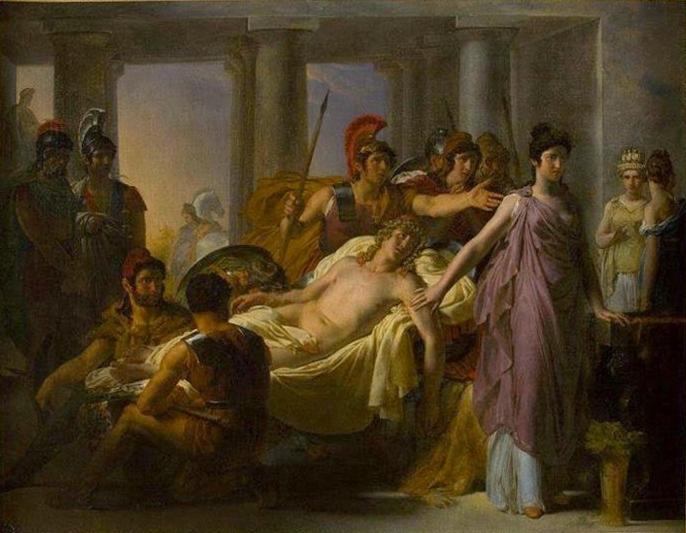
Юнона відмовляється допомагати Парису під час осадиТрої
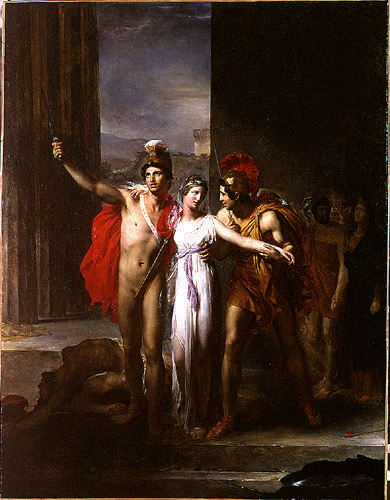
Кастор і Полукс
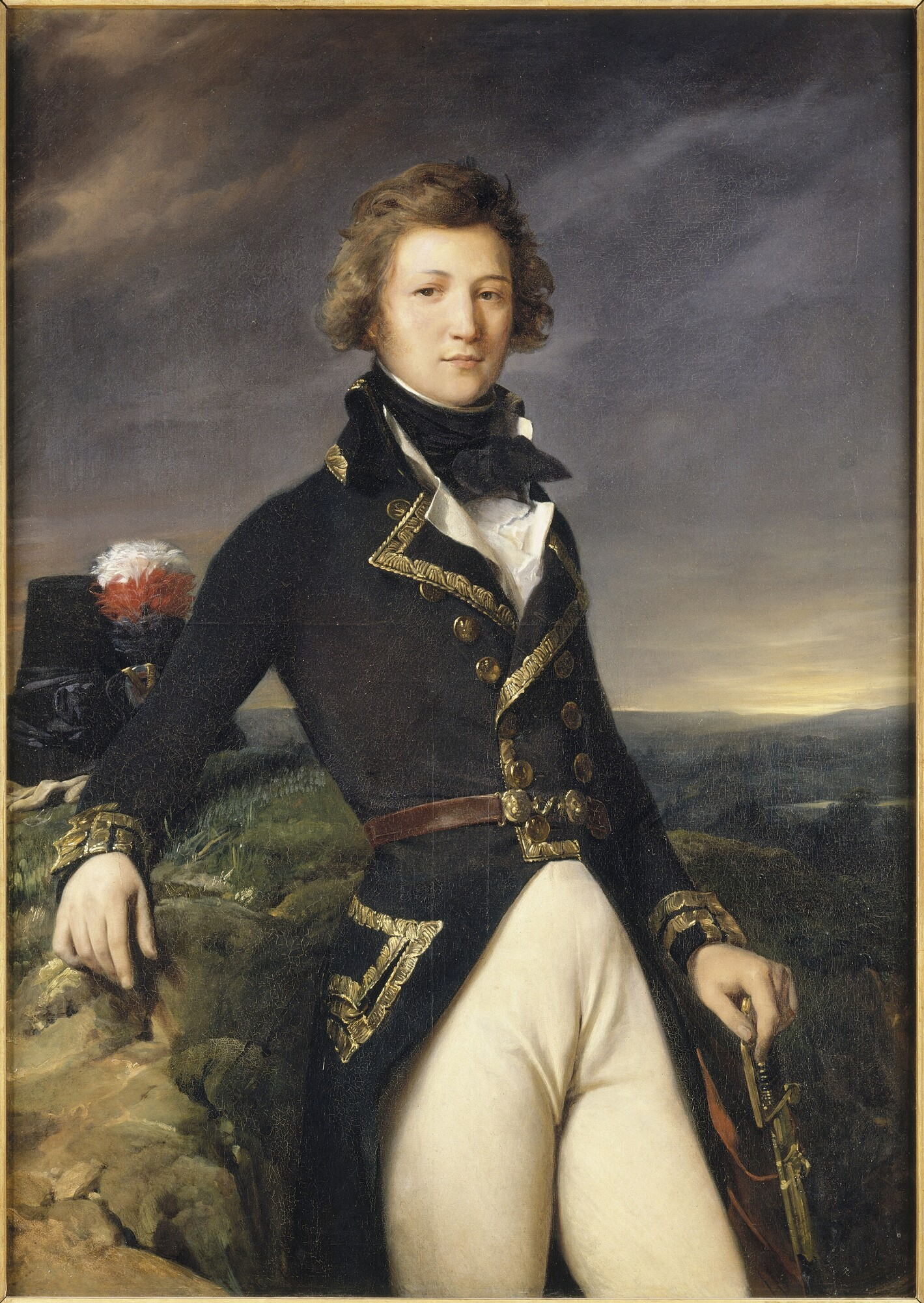
Луї-Філіп Орлеанський, герцог Шартрський у молодості
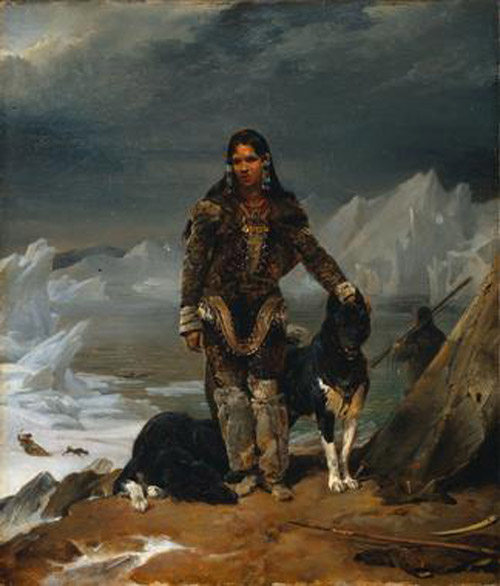
Ескімоська жінка
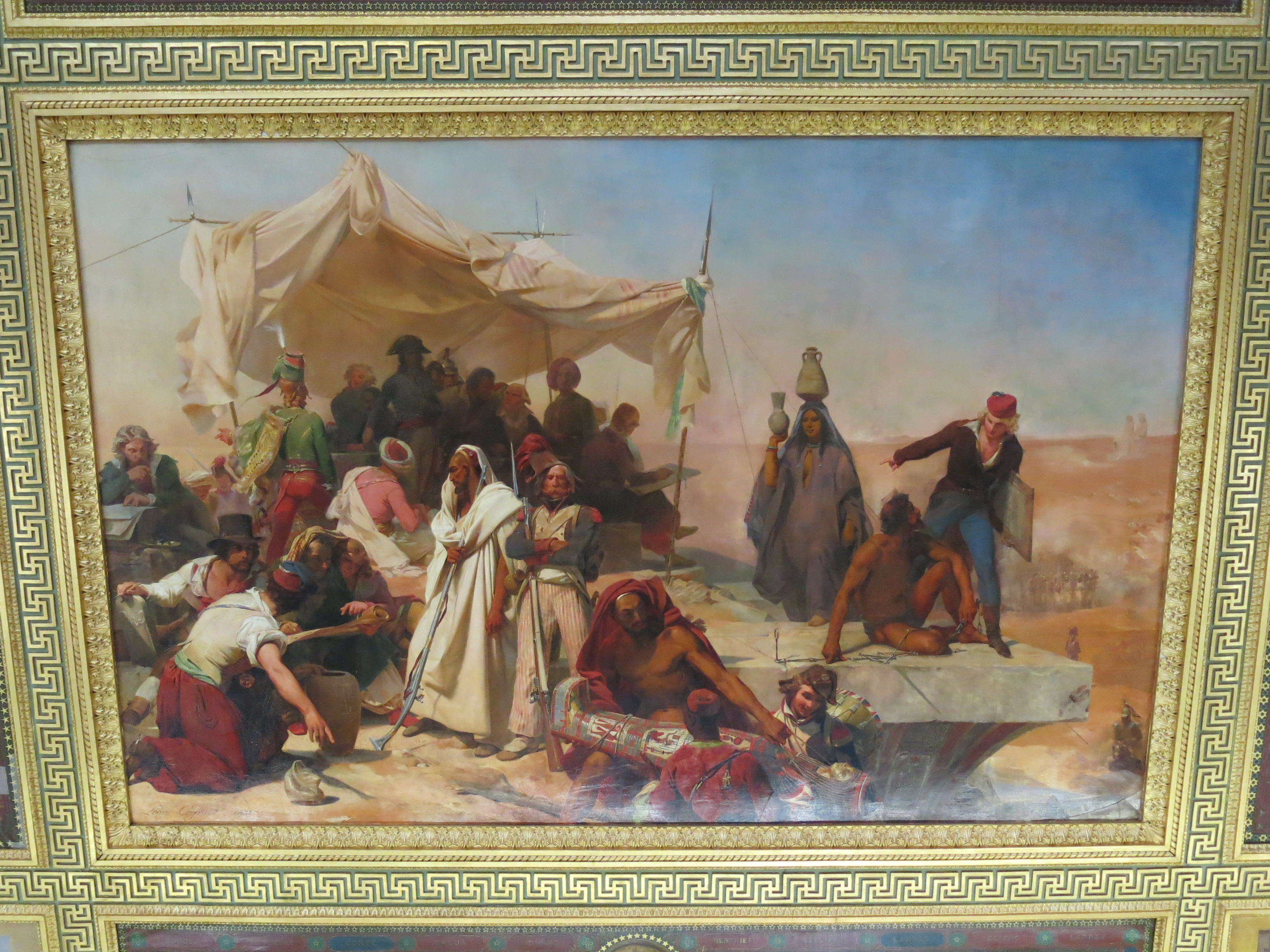
Єгипетська експедиція Наполеона  (вчені  в Єгипті)
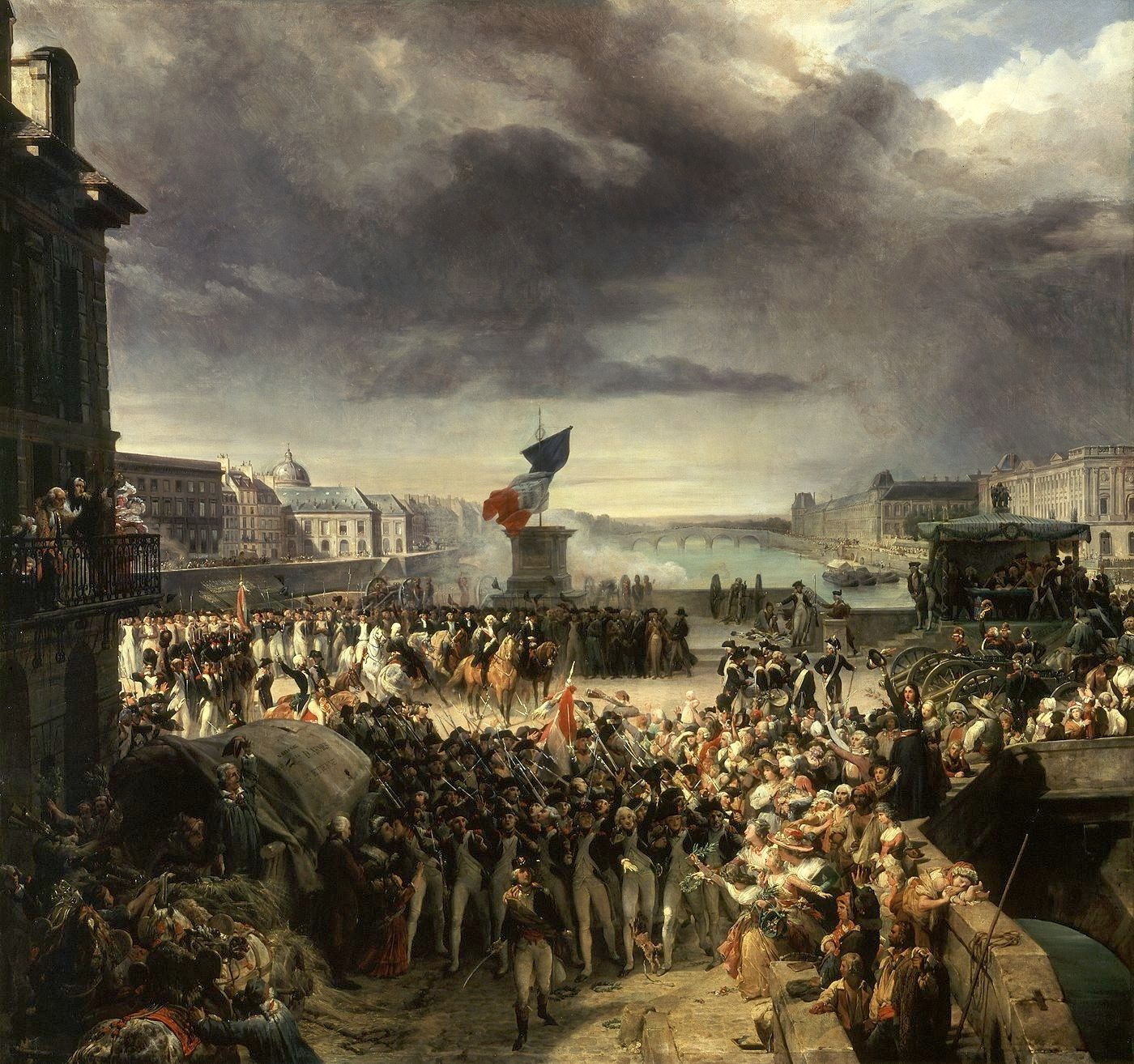
Національна  гвардія Парижу в 1792 році
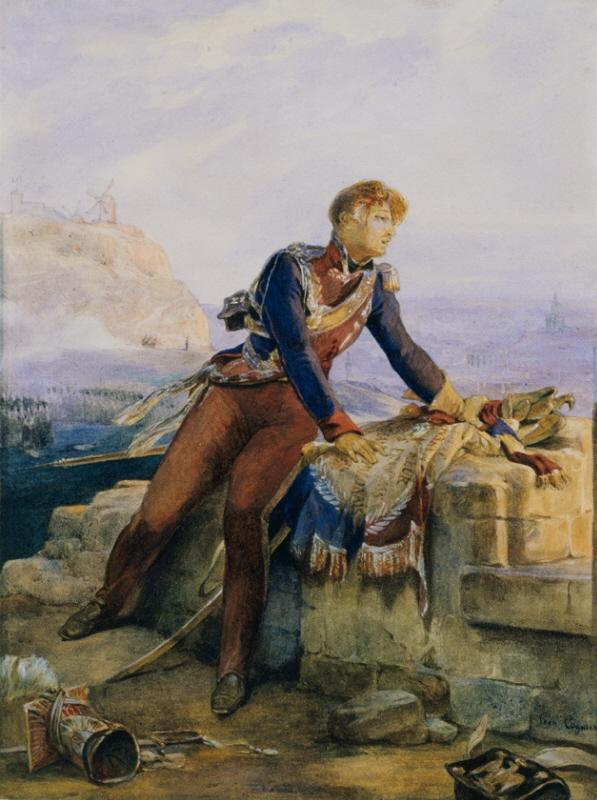
Польський прапороносець
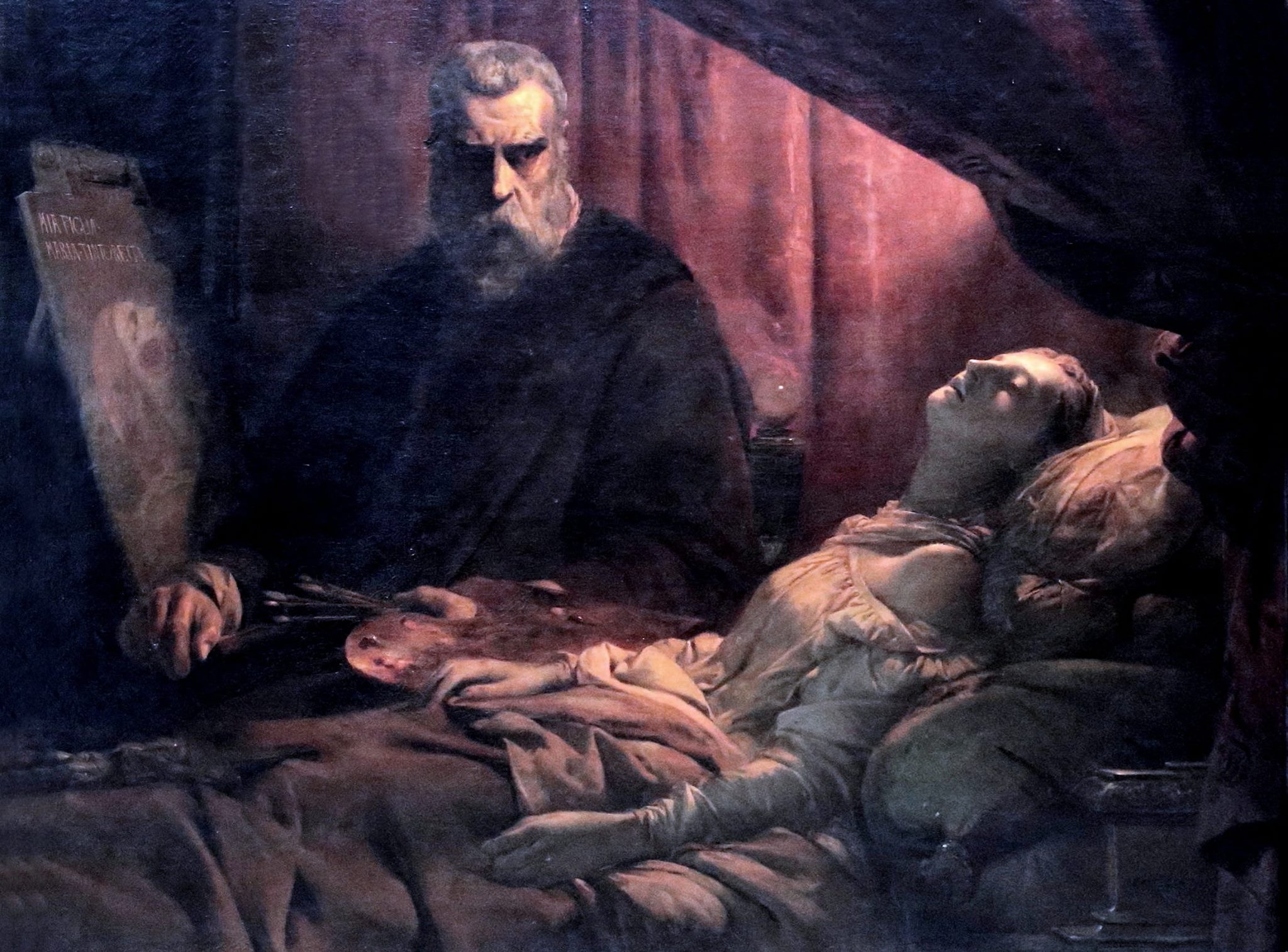
Тінторетто, який малює смерть своєї дочки

## Учні
- Вільгельм Амберг
- Огюст Алонже
- Луї-Ернест Барра
- Нільс Бломмер
- Леон Жозеф Флорантен Бонна
- Альфред Деоданк
- Нелі Жакмар
- Пьєр Огюст Кот
- Тоні Робер-Фльорі
- Шарль Жирарде
- Жан-Поль Лоран
- Жуль Жозеф Лефевр
- Егон Лундгрен
- Еваріст Віталь Люміне
- Войцех Герсон
- Жан-Луї-Ернест Месоньє
- Франсуа Шіфляр
- Бланка Телекі
- Фелікс-Емманюель-Анрі Філіппото
- Август Шенк

## Нагороди
- 1824 — кавалер Ордену Почесного легіону
- 1846 — офіцер Ордену Почесного легіона
- 1865 — Орден «Pour le Mérite» (Прусія)